# 玛丽亚·维科尔
玛丽亚·维科尔（羅馬尼亞語：Maria Vicol，1935年10月17日—2015年3月13日），旧姓特伊蒂什（Tăitiș），罗马尼亚女子击剑运动员。她曾代表罗马尼亚参加1960年、1964年和1968年夏季奥林匹克运动会击剑比赛，获得二枚铜牌。